# Мурза Берлибаш
Мурза Берлибаш — деревня в Кайбицком районе Татарстана в 8 км от Больших Кайбиц. Входит в состав муниципального образования Эбалаковское сельское поселение.

## Этимология
Название деревни произошло от татарского титула «морза» (мурза) и ойконима «Бәрлебаш» (в переводе «исток Берли»).

## География
У деревни находится исток реки Берли. В деревне также находится 3 родника — Калимулла, Таллы, Верхний родник.

## История
Основано в 1929 году, татарами села Берлибаши.
В 1930-е годы в деревне организован колхоз «Яна тормыш». В 1935 году открыта начальная школа, которая закрылась в 2012 году.

## Демография
- 1989 год — 226 человек
- 1997 год — 178
- 2010 год — 157

Национальный состав — татары.